# Miletus anconides
Miletus anconides är en fjärilsart som beskrevs av Hans Fruhstorfer 1913. Miletus anconides ingår i släktet Miletus och familjen juvelvingar. Inga underarter finns listade i Catalogue of Life.